# رافاييل جيان
رافاييل جيان (بالإسبانية: Rafael Jaén Rodríguez)‏ هو لاعب كرة قدم إسباني في مركز الوسط، ولد في 3 يناير 1949 في قرطبة في إسبانيا. لعب مع نادي غرناطة.

## وصلات خارجية
- رافاييل جيان على موقع قاعدة بيانات كرة القدم.إي يو (الإنجليزية)
- رافاييل جيان على موقع أوليمبيديا (الإنجليزية)